# Стара Тура
Стара Тура (слч. Stará Turá, мађ. Ótura) град је у Словачкој, у оквиру Тренчинског краја, где је у саставу округа Ново Место на Ваху.

## Географија
Стара Тура је смештена у западном делу државе, близу државне границе са Чешком - 9 km северно од града. Главни град државе, Братислава, налази се 120 km јужно од града.
Рељеф: Стара Тура се развила у Мијавским брдима, који су јужна подгорина Малих Карпата. Недалеко се налазе и Бели Карпати. Надморска висина града је око 280 m.
Клима: Клима у Старој Тури је умерено континентална.
Воде: Кроз Стару Туру протиче поток.

## Историја
Први помен града је из 1392. године, а 1467. године насеље је добио звање града. Вековима је Стара Тура била невелик град у оквиру Краљевине Угарске. 1848. године град је задесио велики пожар, који умало није уништио цео град.
Крајем 1918. године подручје Нове Дубњице је постало део новоосноване Чехословачке. У време комунизма град је основан услед нагле индустријализације државе, па је дошло до масовне изградње стамбених блокова и наглог повећања становништва. После осамостаљења Словачке град је постао њено обласно средиште, али је дошло и до проблема везаних за преструктурирање привреде.
Овде се налази Средња стручна школа Стара Тура.

## Становништво
| Година:    | 1994.  | 2004.   | 2014.   | 2024.   |
| ---------- | ------ | ------- | ------- | ------- |
| Број људи: | 10 692 | 10 073  | 9172    | 8259    |
| Разлика:   |        | -5,78 % | -8,94 % | -9,95 % |

| Година:    | 2023. | 2024.   |
| ---------- | ----- | ------- |
| Број људи: | 8379  | 8259    |
| Разлика:   |       | -1,43 % |

Данас Стара Тура има нешто мање од 9.000 становника и последњих година број становника опада.
Етнички састав: По попису из 2021. године састав је следећи:
- Словаци - 92,5%,
- Чеси - 1,0%,
- остали.

Верски састав: По попису из 2021. године састав је следећи:
- лутерани - 32,2%,
- римокатолици - 20,7%,
- атеисти - 36,2%,
- остали.[6]

## Познате особе
- Вилијам Вагач (*1889 – † 1970), СДБ, римокатолички свештеник, религијски затвореник (осуђен на 18 година затвора)[7]

## Галерија
- Римокатоличка црква
- Лутеранска црква
- звоник
- Главни трг
- Градски хотел